# واودسینکورت
واودسینکورت (به فرانسوی: Vaudesincourt) یک کامین در فرانسه است که در Canton of Beine-Nauroy واقع شده‌است.

## خصوصیات
واودسینکورت ۱۲٫۶۴ کیلومترمربع مساحت و ۱۱۶ نفر جمعیت دارد و ۱۱۰ متر بالاتر از سطح دریا واقع شده‌است.